# HD 66684
HD 66684，又名BD+27 1536，SAO 79928、HR 3164，是一颗恒星，视星等为6.21，位于銀經194.34，銀緯27.5，其B1900.0坐标为赤經7h 59m 29.3s，赤緯+27° 27.5′ 49″。